# Herre, när din dag är inne
Herre, när din dag är inne är en psalm av norrmannen Svein Ellingsen från 1976. Texten översatt av Olle Nivenius 1980. Musiken skriven av den norske organisten Harald Gullichsen 1976.

## Publicerad i
- Den svenska psalmboken 1986 som nr 174 under rubriken "Vid kyrkoårets slut".
- Finlandssvenska psalmboken 1986 som nr 142 under rubriken "Kyrkoårets slut".